# Peer Frost Johansson
 Ikke at forveksle med Per Chr. Frost.
Peer Vilhelm Frost Johansson (født 7. juli 1948) er en dansk guitarist.

## Karriereforløb
Under sit forkortede kunstnernavn Peer Frost spillede han med Peter Bellis Les Rivals fra 1963, men opnåede først en egentlig position i dansk rockmusik, da han kort efter dannelsen af Young Flowers erstattede Jens Dahl, hvorefter han sammen med Peter Ingemann og Ken Gudman indspillede bl.a. Blomsterpistolen, som har opnået kultstatus, også i udlandet
Peer Frost dannede efter opløsningen af Young Flowers i 1969 sammen Bent Hesselmann og Lars Bisgaard gruppen Rainbow Band, som allerede i 1971 skiftede navn til Midnight Sun. I 1973 forlod han denne gruppe og blev medlem af The Savage Rose, der imidlertid blev midlertidigt opløst i 1975. To år senere var Peer Frost atter med, da gruppen blev gendannet, men herefter holdt han en pause indtil indspilningen af Nu tændes lyset i parken. Herefter optrådte han lejlighedsvis med gruppen indtil Thomas Koppels død i 2006. Siden har han bl.a. spillet med Stig Møller og Peter Ingemann og senest har han dannet en duo sammen med Pedro Alonso.
Peer Frost medvirker desuden på forskellige udgivelser med bl.a. Sebastian og Skousen & Ingemann

## Teknik og spillestil
Peer Frost beherskede allerede som teenager de grundlæggende guitarteknikker og udviklede i løbet af karrieren nogle nye, selvstændige løb på gribebrættet. Hans soli er baseret på fire-finger solo- teknikken.
I Les Rivals var der ikke de store muligheder for at udfolde en selvstændig spillestil, men allerede i Young Flowers fik Peer Frost væsentligt friere spillerum, og på Blomsterpistolen fra 1968 er der både inspiration fra Eric Clapton og i anvendelsen af pedaler og specielle lydeffekter også fra Jimi Hendrix. Der er dog ikke tale om efterligning af disse guitaristers teknik, idet Peer Frost allerede her (som 20-årig) formåede at skabe et personligt og helt særegent lydbillede.
I Midnight Sun, hvor flere af musikerne havde rødder i jazzmusikken, spillede guitaristen i starten en betydelig rolle, og Frost viste især på den første LP et stort talent for at spille rockguitar med sin helt egen stil, som veksler mellem blide anslag på strengene og noget af det hurtigste riff-baserede solospil, dansk rockmusik har præsenteret for omverdenen.
Rainbow Band /Midnight Sun var i 1970-1972 et af de mest aktive livebands på den danske rockscene. I en periode, hvor koncerterne ofte var af 3 timers varighed, fik Peer Frost ofte lejlighed til at improvisere lange soli, kun støttet af bas og trommer, mens resten af orkesteret tog en 10-20 minutters pause. De der har overværet disse koncerter har næppe glemt den delvis improviserede og fra gang til gang meget forskellige solo på "Living on the Hill" fra deres første LP. Den amerikanske guitarist Walter Trout udviklede i løbet af 1980'erne en teknik, der minder om den, Peer Frost benyttede i tiden i Midnight Sun.
Da Frank Lauridsen i 1972 afløste Allan Mortensen som sanger, blev Bandets sound mere soulinspireret med et element af funk. Peer Frost fik derfor en mere beskeden rolle som leverandør af passende riffs, bortset fra undtagelser som »Where Ever You Are« fra Midnight Dream (1974) 
The Savage Rose benytter strammere kompositioner og er især baseret på Annisettes vocal og Thomas Koppels tangentspil. Alligevel formåede Peer Frost med en ny, mere tilbagelænet guitarstil at tilføre noget til deres sound i de forskellige perioder hvor han medvirkede, hvilket muligvis er årsagen til at han flere gange i løbet af en mere end 30-årig periode blev hentet tilbage til dette Band. I en tid, hvor der udarbejdes ranglister over alt muligt (fx kårede Time Magazine verdenshistoriens 10 bedste rockguitarister i september 2009), er det næppe muligt at udnævne Dammarks bedste rockguitarist gennem tiderne uden at Peer Frost har været seriøs kandidat til titlen. I alt fald vurderes han højt på en engelsksproget hjemmeside. Se:
Young Flowers blev efter mere end 40 års pause gendannet i 2013 med Søren Berlev på trommer i stedet for afdøde Ken Gudman. 

## Væsentlige værker
- "Oppe i Træet" (1968, fra Young Flowers' LP Blomsterpistolen ), original solo, som Danmark ikke havde set i 1968.

- "Living on the Hill" (1971, fra LP "Rainbow Band"), skrevet sammen med Lars Bisgaard, som også synger på første pres af LP'en. En fantastisk solo, som Frost måske endog har overgået ved koncerter bl.a. i Huset i Magstræde.

- "Screams of Captured Birds" (1973, fra The Savage Rose: Wild Child") -nummeret afslutter denne fornemme LP, og Frost's solo er en af de smukkeste skabt i Danmark.